# Liste der Monuments historiques in Vaupoisson
Die Liste der Monuments historiques in Vaupoisson führt die Monuments historiques in der französischen Gemeinde Vaupoisson auf.

## Liste der Objekte
| Bezeichnung                                    | Beschreibung                                               | Standort                        | Kennzeichnung | Schutzstatus | Datum | Bild |
| ---------------------------------------------- | ---------------------------------------------------------- | ------------------------------- | ------------- | ------------ | ----- | ---- |
| Skulptur eines sitzenden Wesens                | Kalkstein, ehemals farbig gefasst, 16. Jahrhundert         | in der Kirche Ste-Tanche (Lage) | PM10002757    | Classé       | 1911  |      |
| Skulpturengruppe Martyrium der heiligen Tancha | Keramik, farbig gefasst, erste Hälfte des 19. Jahrhunderts | in der Kirche Ste-Tanche (Lage) | PM10002758    | Classé       | 1911  |      |